# 大排場十八本
大排場十八本是清朝同治中葉的傳統粵劇劇目。

## 劇目內容
- 《寒宮取笑》
- 《三娘教子》
- 《三下南唐》（劉金定斬四門）
- 《沙陀借兵》（《石鬼仔出世》）
- 《五郎救弟》
- 《六郎罪子》（《轅門斬子》）
- 《四郎探母》
- 《酒樓戲鳳》
- 《打洞結拜》
- 《打雁尋父》
- 《平貴別窯》
- 《仁貴回窯》
- 《李忠賣武》
- 《高平關取級》
- 《高望進表》
- 《斬二王》（即《陳橋兵變》）
- 《辨才釋妖》（即《東坡訪友》）
- 《金蓮戲叔》